# Yves de Montcheuil
Yves de Montcheuil (* 1900 in Paimpol; † 1944 in Grenoble) war ein französischer Philosoph und Theologe.

## Biografie
Yves Moreau de Montcheuil wurde 1900 in Paimpol im französischen Département Côtes d’Armor in der Bretagne geboren. Er verbrachte seine Schulzeit bei den Jesuiten und  beendete sie in einer von ihnen  geleiteten Schule auf der Insel Jersey. Danach beabsichtigte er im Jahr 1916 zur Marine zu gehen. Aber er änderte sein Vorhaben und trat ein Jahr später in das Noviziat der Jesuiten ein. Sein Bruder war bei der Schlacht um Verdun getötet worden, was erheblich zu diesem Entschluss beitrug. Nach seinem Militärdienst begann er 1922 sein Studium der Philosophie. Darauf folgte die übliche Ausbildung im Orden, die er hinnahm und schließlich auch kritisierte. Er vervollständigte seine Ausbildung mit einer Arbeit, bei der er sich insbesondere mit den philosophischen Schriften von Maurice Blondel, aber auch mit der Philosophie Kants und Bergsons beschäftigte. Hierbei erwarb er ein  vielseitiges kulturelles Wissen, mit dem er so manche Zuhörerschaft ins Erstaunen versetzte.
1931 begann er seine theologische Laufbahn, ohne jedoch die Philosophie aufzugeben. 1936 legte  er seine Habilitationsschrift Malebranche und der Quietismus   vor, in der er jede schädigende Trennung  der Theologie und der Mystik von der Philosophie ablehnte. Im selben Jahr erhielt er eine Professur am Institut Catholique de Paris. Außerhalb seiner Lehrtätigkeit stellte er sich in den Dienst  verschiedener Glaubensgemeinschaften. So half er Studenten, Lehrern, Heimbewohnern, der Christlichen Arbeiterjugend und der Action catholique féminine.
Während des Krieges und der deutschen Besatzung befürwortete er einen geistigen Widerstand. Er wies die Unvereinbarkeit von Antisemitismus und christlichem Glauben nach und rief die Christen dazu auf, sich dessen bewusst zu werden und davon Mitteilung zu machen. Ab 1942 beteiligte er sich an der Ausarbeitung der Wochenzeitschrift Cahiers du Témoignage chrétien und ihrer Verteilung in der besetzten Nordzone. Er war ein enger Vertrauter des Kardinals Henri de Lubac.
Im Sommer 1943 und an Ostern 1944 nahm er an Jugendfreizeiten teil. In dieser Zeit erhielt  er  einen Ruf der Widerstandskämpfer von Vercors, die ihn baten, auf das Gebirgsmassiv zu kommen, um sich der dortigen Christen anzunehmen. Die im Maquis von Vercors kämpfenden Christen erhielten keine Sakramente und litten unter starken Gewissensnöten. Yves de Montcheuil nahm den Ruf an. Bald nach seiner Ankunft erfolgte ein deutscher Angriff, bei dem zahlreiche Kriegsverbrechen begangen wurden. Anstatt zusammen mit den unversehrt gebliebenen Menschen zu fliehen, blieb Yves de Montcheuil bei den Verwundeten. Die anwesenden  Ärzte und  Krankenschwestern sowie Yves de Montcheuil wurden am 27. Juli 1944 in der Grotte de la Luire, in der sie ein Lazarett eingerichtet hatten, gefangen genommen. Fünfunddreißig verwundete Widerstandskämpfer wurden ermordet. Yves de Montcheuil wurde in Grenoble inhaftiert und in der Nacht vom 10. auf den 11. August 1944 zusammen mit mehreren Mitgefangenen erschossen.
Nach dem Krieg trug Henri de Lubac dazu bei, dass Yves de Montcheuils Werke veröffentlicht wurden.

## Werke in deutscher Sprache
- Yves de Montcheuil, Grundfragen des inneren Lebens, Religiöse Schriftenreihe der Zeitschrift Dokumente, Heft 2, Offenburg/ Baden, 1948
- Yves de Montcheuil, Das Reich Gottes und seine Forderungen , Matthias Grünewald Verlag, 1957
- Yves de Montcheuil und Alice Künneke, Kirche und Wagnis des Glaubens, Herder, 1957
- Yves de Montcheuil und Inge Klimmer, Zeugnis für die Wahrheit, Matthias Grünewald Verlag, 1965

## Bibliographie
- Henri de Lubac, Résistance chrétienne à l'antisémitisme. Souvenirs 1840–1944, (Paris: Fayard, 1988); [siehe Kapitel XIV, das Yves de Montcheuil gewidmet ist, S. 233–260]
- David Grumett, Yves de Montcheuil: Action, Justice and the Kingdom in Spiritual Resistance to Nazism, Theological Studies 68,3, (2007), S. 618–641
- Yves de Sagazan, Yves de Montcheuil, in: Les carnets du Goëlo, n°13, (1997), veröffentlicht von der Société d'études historiques et archéologiques du Goëlo
- Bernard Sesboüé, Yves de Montcheuil (1900–1944): Précurseur en théologie, (Paris:Cerf, 2006)